# Toto Cutugno
Salvatore Cutugno, detto Toto (Fosdinovo, 7 luglio 1943 – Milano, 22 agosto 2023), è stato un cantautore, compositore, paroliere e conduttore televisivo italiano.
Con oltre 100 milioni di copie vendute, si stima sia stato tra gli artisti musicali italiani di maggior successo. Ha raggiunto la vetta delle classifiche, sia come interprete dei propri brani, sia come produttore e autore di canzoni per altri, in particolare per Adriano Celentano, negli anni settanta e ottanta.
Ha partecipato, da solista, in coppia e insieme a un gruppo, a 15 edizioni del Festival di Sanremo (detiene il record di partecipazioni con Al Bano, Peppino di Capri, Milva e Anna Oxa), vincendolo una volta nel 1980 con Solo noi, giungendo sei volte secondo, una volta terzo e due volte quarto; riguardo a tale manifestazione ha inoltre piazzato nei primi tre posti anche alcuni brani scritti per altri artisti. Nel 1990 ha vinto l'Eurovision Song Contest con il brano Insieme: 1992, secondo dei tre artisti italiani a riuscirci, dopo Gigliola Cinquetti nel 1964 e prima dei Måneskin nel 2021.

## Biografia

### Gioventù
Nato a Tendola, frazione di Fosdinovo (MS), figlio di Domenico, sottufficiale di Marina originario di Barcellona Pozzo di Gotto (ME) e morto nel 1980, e di Olga, casalinga toscana, cresce a La Spezia, dove la sua famiglia s'era stabilita per ragioni di lavoro a pochi mesi dalla sua nascita e che perciò considererà quale proprio luogo d'origine. All'età di cinque anni perde la sorella Anna, di due anni più grande, che muore per soffocamento. Ha altri due fratelli: Rosanna, la prima bambina a essere operata al cuore in Italia, e Roberto, di cinque anni più giovane, che da piccolo si ammala di meningite.
Sarà il padre, suonatore di tromba, ad avvicinarlo alla musica; a nove anni suona il tamburo nella stessa banda di La Spezia in cui suona il padre. Il passaggio alla batteria, da autodidatta, avviene poco dopo. A tredici anni partecipa a un concorso regionale dove arriva terzo. Passa poi alla fisarmonica visto che non può permettersi un piano.

### Anni sessanta e settanta

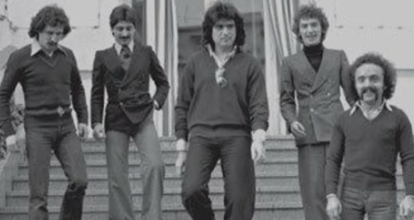
Toto Cutugno e gli Albatros

#### Con i gruppi
Nella prima metà degli anni sessanta si cimenta con un gruppo, Toto & i Rockers; entra poi sempre come batterista nel gruppo Ghigo e i goghi in cui resterà per un anno. Forma poi nel 1965 Toto e i Tati, continuando l'attività di batterista ottenendo un contratto con la Carosello Records, con cui incideranno quattro 45 giri (tra il 1965 e il 1970) e con cui partecipa a Un disco per l'estate 1970 con il brano Questo fragile amore, di cui è anche autore della musica (come del resto di Aspetto lei, la canzone pubblicata sul lato B del 45 giri).
Dopo questa esperienza forma gli Albatros, in cui oltre a suonare comincia a cantare. L'incontro con Vito Pallavicini, celebre paroliere di Azzurro e tanti altri successi, che crede nel talento del giovane musicista, è fondamentale. Nel 1976 gli Albatros partecipano al Festival di Sanremo con la canzone Volo AZ504 che si classifica terza e ottiene un buon successo di vendite. Lo stesso anno sono al Festivalbar con Nel cuore nei sensi ottenendo un ottimo successo, lo stesso brano viene inciso in Francia da Gérard Lenorman e arriva ai vertici delle classifiche. Tornano al Festival di Sanremo l'anno dopo con Gran premio.

#### Da solista

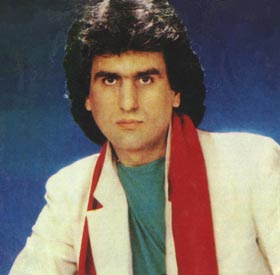
Toto Cutugno nel 1976

Nel 1976, quando è ancora un componente degli Albatros, comincia la carriera solista con il 45 giri Come ieri, come oggi, come sempre/Ragazza madre, che passa inosservato. Il primo successo è del 1977, il brano Donna donna mia che diventerà la sigla del programma di Mike Bongiorno, Scommettiamo?. Lo stesso anno scrive per Adriano Celentano la canzone Soli che rimane per mesi stabile al primo posto nelle classifiche delle vendite, e altri pezzi che vengono contenuti nell'omonimo album pubblicato dal molleggiato nel 1979.
Nel 1979 incide sotto l'etichetta Carosello Records Voglio l'anima, il suo album d'esordio, contenente 11 brani, i quali vengono successivamente incisi da vari artisti, sia italiani che stranieri tra cui spicca Voglio l'anima, che diventa una hit internazionale nelle mani di Dalida quando la reincide in francese ed in inglese con il titolo Laisser moi dancer/Let me dance tonight. Ha scritto alcune canzoni di Topo Gigio, come E mentre i gatti ronfano e Il presidente dell'U.B.I..

### Anni ottanta
Continua l'attività di autore per artisti italiani e internazionali: in Francia per Joe Dassin, Johnny Hallyday, Claude François, Hervé Vilard, Michel Sardou, Mireille Mathieu, Dalida, Sheila; in Spagna e Sudamerica per Miguel Bosé, i Chocolats, Luis Rodríguez, Luis Miguel, Christian Castro.

#### Sanremo 1980: il trionfo
Nel 1980, per la prima volta da solista, partecipa e trionfa al Festival di Sanremo con Solo noi, pezzo che lo porterà ad aggiudicarsi il 2º posto in Hit parade e sarà nella Top 20 dei singoli più venduti del 1980. Lo stesso anno partecipa anche al Festival di Tokyo con Francesca non sa e al Festivalbar 1980 con due brani: Innamorati, pezzo da lui eseguito che si aggiudica il quarto posto, e Olympic Games, da lui composto ma interpretato da Miguel Bosé, che vince la kermesse. Incide anche Flash, sigla dell'omonimo programma di Mike Bongiorno su Rai 1. Con Solo noi e Innamorati Toto inizia a scrivere anche i testi delle proprie canzoni, oltre alla musica.

Cutugno (al centro) viene premiato al XXX Festival di Sanremo dai conduttori Roberto Benigni e Olimpia Carlisi

Il 1980 è un anno importante nella carriera di Toto. Pochi anni prima si era conclusa la collaborazione con Vito Pallavicini, autore di molti testi delle sue canzoni. Nello stesso 1980 Toto scrive, con la collaborazione di Cristiano Minellono e di Claudia Mori, un'altra hit per Adriano Celentano dal titolo Il tempo se ne va, compresa in Un po' artista un po' no, 33 giri interamente composto da Cutugno e da Minellono. In seguito a queste floride collaborazioni escono il secondo (Innamorata, innamorato, innamorati) e il terzo album (La mia musica) di Toto Cutugno.

#### Il successo conL'italiano(1983)
Tre anni più tardi, partecipa ad un'altra edizione del Festival di Sanremo con il brano che diverrà il suo più famoso, L'italiano. Pur arrivando solo quinto, il brano vince la votazione popolare (quell'anno soltanto sperimentale) del Totip. Scritta insieme a Cristiano Minellono, la canzone era stata espressamente pensata per l'interpretazione di Adriano Celentano, considerato perfetto dai due autori per quel brano, ma Celentano rifiutò. Fu Gianni Ravera, organizzatore del Festival di Sanremo, a convincere Cutugno ad interpretarla. L'italiano scala le classifiche europee (in Italia raggiunge la prima posizione e rimane nella Top 10 per settimane), viene poi inciso e tradotto da vari artisti in diverse lingue, vendendo milioni di dischi.

#### Le varie apparizioni a Sanremo
Nell'estate dello stesso anno pubblica il singolo Un'estate con te. Al Festival di Sanremo 1984 si classifica secondo con Serenata: un mese dopo era imitato da Gigi Sabani durante il varietà Supersanremo su Italia 1 e nello stesso anno scrive per El Puma la canzone C'est Venice. L’anno dopo prende parte al Festival di Sanremo come autore della canzone di Luis Miguel Noi ragazzi di oggi, giunta seconda, e in estate pubblica il singolo Mi piacerebbe (andare al mare al lunedì), che presenterà al Festivalbar. Segue l'uscita del long playing Per amore o per gioco, prodotto dalla Baby Records.
Si ripresenta al Festival di Sanremo 1986 con Azzurra malinconia. Anche Gigi Sabani durante il varietà Festival di primavera su Italia 1, lo imitava e ottiene un quarto posto, il piazzamento più basso legato alle giurie popolari del Totip. Al Festival di Sanremo 1987 si classifica nuovamente secondo con Figli e scrive altri tre brani, Io amo (per Fausto Leali), Il sognatore (per Peppino Di Capri, firmato con altri autori) e Canzone d'amore (per i Ricchi e Poveri, collaborando con Dario Farina). Lo stesso anno comincia a lavorare a Domenica In, di cui scrive la sigla Una domenica italiana, cantata con Cristina D'Avena, Vincenzo Draghi e i Piccoli Cantori di Milano, dove figura tra gli autori il suo fido collaboratore Cristiano "Popi" Minellono. In primavera pubblica con ottimi riscontri l'album Mediterraneo per la EMI Italiana. Uno dei brani contenuti nel disco, Napoli, eseguito in coppia con Fausto Leali, gareggia a Un disco per l'estate. Partecipa allo Zecchino d'Oro con Oh mamà, papà.
Nei due anni successivi a Sanremo si classifica nuovamente secondo, nel 1988 (dietro a Massimo Ranieri) con Emozioni e nel 1989 (dietro alla coppia Fausto Leali e Anna Oxa) con Le mamme. In questi Festival prende parte anche come autore: nel primo caso scrivendo i brani Io per le strade di quartiere per Franco Califano e Per noi per Fiordaliso; nel secondo con Se non avessi te ancora per Fiordaliso e La fine del mondo per Gigi Sabani.

### Anni novanta

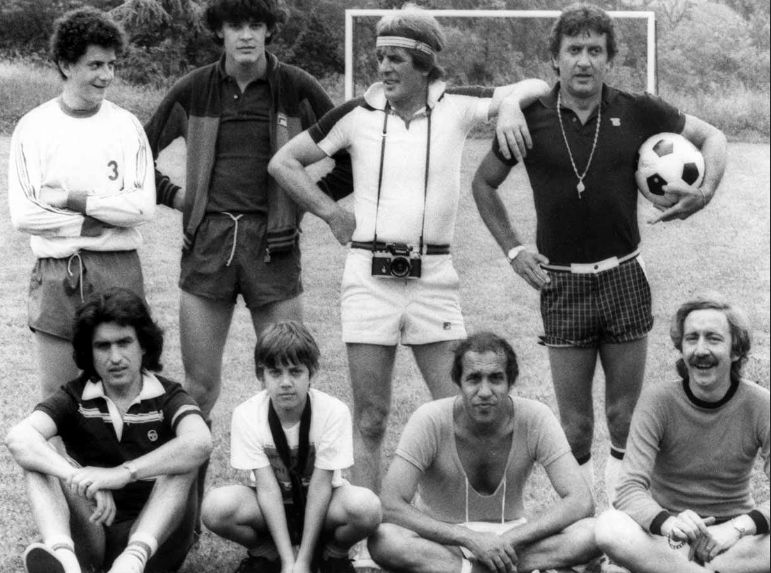
Toto Cutugno insieme ad alcuni amici nella villa di Celentano; tra essi Memo Dittongo con il pallone sottobraccio e in basso da sinistra Giacomo Celentano, Adriano Celentano e Cristiano Minellono

Dal 1989 al 1992 conduce in Rai la trasmissione Piacere Raiuno, di cui interpreta anche la sigla con gli stessi coristi.
Risale sul palco del Festival di Sanremo anche nel 1990, che in quest'anno torna alle giurie demoscopiche, riposizionandosi secondo (dietro solamente ai Pooh), con Gli amori, il cui abbinamento internazionale previsto per quella edizione lo vede in coppia con Ray Charles, il quale riceverà un'accoglienza trionfale dal pubblico presente quell'anno al Palafiori. La canzone farà poi parte nel 2004 della colonna sonora del film Non ti muovere, in una scena canticchiata da Penélope Cruz in auto con Sergio Castellitto mentre attraversano il Molise. In autunno pubblica una raccolta di sigle televisive e canzoni sanremesi dal titolo Toto Cutugno: successi in TV.

#### La vittoria all'Eurovision Song Contest (1990)
Dopo i quattro secondi posti sanremesi come cantante (più uno come paroliere), Cutugno ottenne una rivincita vincendo l'Eurovision Song Contest 1990 a Zagabria con Insieme: 1992 (secondo trionfo per l'Italia); è il primo cantante in assoluto che è anche paroliere e compositore della canzone vincente. L'anno dopo presenta la manifestazione in coppia con Gigliola Cinquetti a Roma.
Sempre nel 1991 pubblica Non è facile essere uomini e conduce con Raffaella Carrà e Fabrizio Frizzi la trasmissione televisiva della Rai La vela d'oro. Nell'estate 1992 Cutugno e Giorgio Faletti sono i conduttori del programma Rai Stasera mi butto... e tre! e in autunno è al timone di Domenica in. Nel 1994 scrive una canzone dal titolo Se mi ami che Claudia Mori presenta al Festival di Sanremo di quell'anno.
Torna a Sanremo nel 1995 con Voglio andare a vivere in campagna, che ottiene il suo risultato più basso dalle giurie dislocate nelle varie sedi RAI, diciassettesimo su venti partecipanti della sezione Campioni. Al Festival di Sanremo 1997 invece canta Faccia pulita. Per alcune stagioni, a partire dal 1998, conduce il programma I fatti vostri su Rai 2. Nello stesso anno partecipa nuovamente allo Zecchino d'Oro con Signor Metèo (su testo di Vito Pallavicini).

### Anni 2000 e 2010

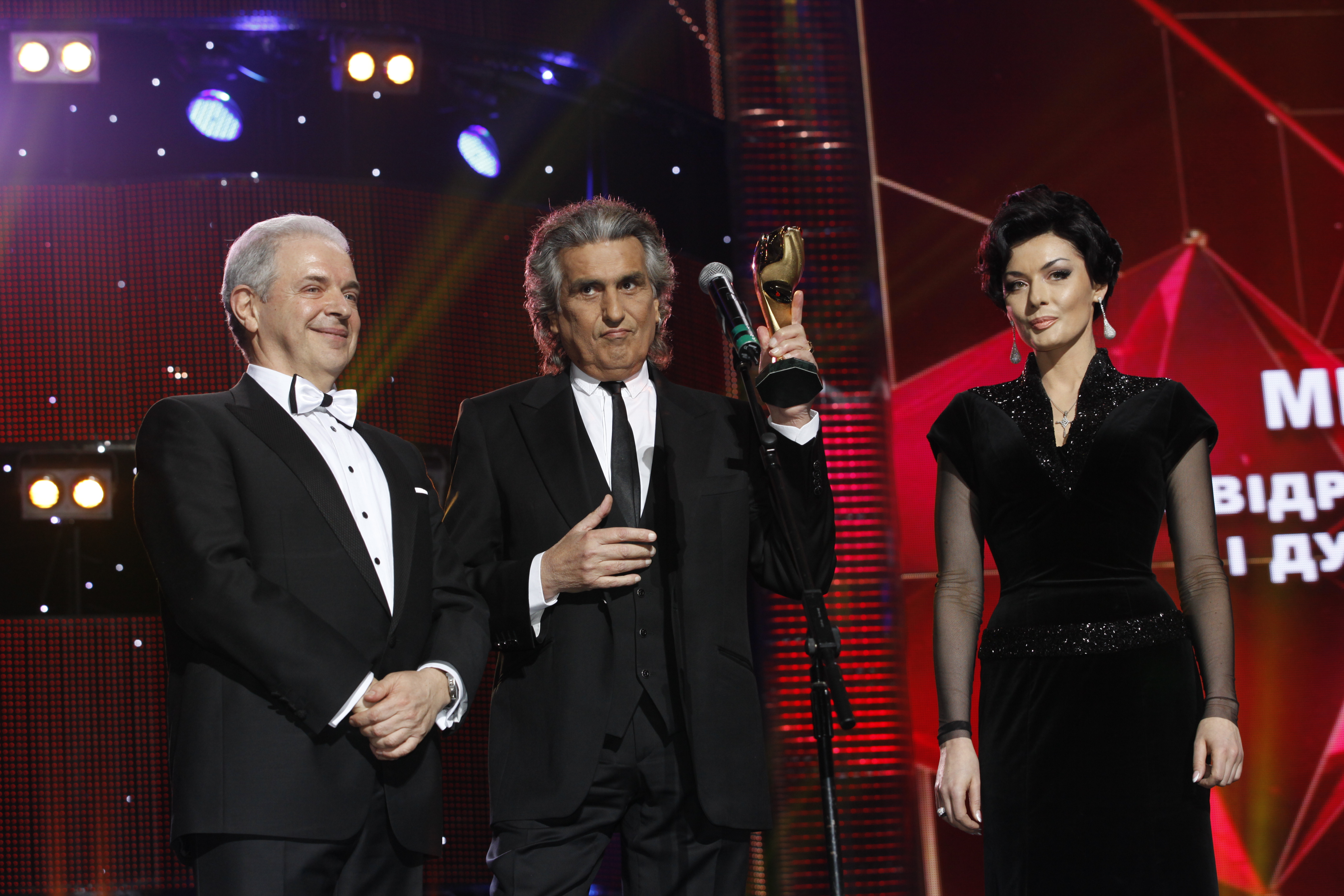
Toto Cutugno premiato in Ucraina nel 2012

Nel 2002 ha un grande successo in Francia con Il treno va. Nel 2004 è ospite al Festival di Sanremo nella serata "Revival", mentre l'anno seguente ritorna al Festival al fianco di Annalisa Minetti con Come noi nessuno al mondo, canzone che si classifica al secondo posto, la sesta volta nella sua carriera. Dopo Sanremo, Toto riprende i suoi tour al di fuori dell'Italia riservando molte serate ai diversi paesi dell'Est in cui la sua voce e le sue melodie diventano ambasciatrici della cultura musicale italiana nel mondo.

#### La malattia e il ritorno
Nel gennaio del 2007 il cantautore ha scoperto di avere un tumore alla prostata. Ha quindi subito un'operazione e svolto la successiva terapia che si è conclusa nell'agosto dello stesso anno.
Nel 2008 l'amico Pippo Baudo gli ha offerto la possibilità di tornare al Festival di Sanremo con il brano Un falco chiuso in gabbia, piazzatosi al quarto posto.
Nel 2009 riceve il Premio Lunezia per la qualità musical-letteraria esportata nel mondo con le sue canzoni , stesso conferimento consegnato a Laura Pausini, Charles Aznavour e Andrea Bocelli.
Ha partecipato al Festival di Sanremo 2010 con il singolo Aeroplani. Durante la serata dedicata ai duetti è stato accompagnato da Belén Rodríguez. Il brano viene eliminato dalla finale. Subito dopo esce la raccolta antologica I miei Sanremo. Il 30 novembre 2010 pubblica una raccolta di brani rari intitolata Ritratto.
Nel 2011 è chiamato a Sanremo dal cantautore Tricarico per cantare assieme L'italiano nella serata dei duetti. Nel dicembre dello stesso anno ha confermato la sua popolarità mondiale visitando i Paesi Baltici, nei quali la stampa locale lo ha accolto come The Italian Legend. Successo ripetuto con un concerto tenutosi a Vilnius il 23 dicembre 2011, molto apprezzato dalla critica.
Nel 2012 il celebre rocker americano Iggy Pop (già leader degli Stooges) inserisce nel suo album di cover Après il brano Et si tu n'existais pas scritto da Toto Cutugno.
Il 12 febbraio 2013 ha partecipato come ospite alla prima serata del Festival di Sanremo, condotto da Fabio Fazio. Dopo aver ricevuto un premio speciale alla carriera da parte del calciatore Angelo Ogbonna, ha cantato insieme al Coro dell'Armata Rossa la sua L'italiano e Nel blu dipinto di blu come omaggio all'amico Domenico Modugno.
Nel 2015 il cantante apre la sua pagina Facebook ufficiale, e realizza il primo video, una versione in lingua cinese de L'italiano per promuovere il programma di Real Time Italiani made in China.
Il 29 aprile 2016 è in vendita in esclusiva su iTunes Le nostre mani, brano benefico scritto da Toto Cutugno, Christian Moretti, Gianni Pescini, e da lui interpretato con Al Bano, Fausto Leali e la partecipazione del "Minicoro Monterosso" di Bergamo. L'intero ricavato della vendita della canzone viene devoluto a favore del programma "End Polio Now", istituito dall'organizzazione "Rotary International" in modo tale da consentire l'acquisto di vaccini per i bambini di tutto il mondo. Nel 2016 torna a scrivere per Adriano Celentano: compone Ti lascio amore, brano interpretato in duetto dal molleggiato e da Mina ed inserito nell'album Le migliori.
All'inizio del 2017 dà vita, con il suo celebre brano "Voglio andare a vivere in campagna", ad un insolito mash-up insieme ai Daft Punk, a Giorgio Moroder, a Nek e ai Gipsy Kings.
Il 30 giugno 2018 a Seraing in Belgio annulla un concerto per un malore avvenuto a causa del caldo eccessivo.
Ricoverato all'ospedale di Liegi, dopo pochi giorni sarà lui stesso a rassicurare i fan circa le condizioni di salute in graduale miglioramento.
Dal 19 gennaio al 2 marzo 2019 è stato tra i giudici della seconda edizione di Ora o mai più. In tale trasmissione è stato coach dell'allieva Annalisa Minetti (con la quale aveva già avuto un rapporto professionale nel Sanremo 2005). Con lei ha cantato Gli Amori, Le Mamme, Solo Noi, Emozioni, Figli e l'Italiano; la Minetti ha raggiunto la sesta posizione nella classifica finale, mentre il vincitore della seconda edizione è stato Paolo Vallesi. Questa trasmissione rappresenterà una delle ultime apparizioni televisive importanti di Cutugno.
Il 15 marzo 2019 un gruppo di deputati ucraini,  fra cui Viktor Romanyuk, ha fatto sapere di volere precludere l'ingresso nel loro Paese all'artista italiano, avviando ufficiale richiesta a Vasily Gritsak, capo del Servizio di sicurezza dell'Ucraina (Sluzhba Bezpeky Ukrayiny, SBU).

### Morte
Toto Cutugno è morto il 22 agosto 2023 all'età di 80 anni, in seguito alle conseguenze di un carcinoma cronico della prostata, all'ospedale San Raffaele di Milano presso il quale era ricoverato da alcune settimane a causa dell'aggravarsi delle condizioni. Non è stata allestita la camera ardente. I funerali sono stati celebrati, di mattina, due giorni dopo, nella basilica dei Santi Nereo e Achilleo in viale Argonne a Milano, alla presenza di colleghi fra i quali Fausto Leali, Ivana Spagna, Gianni Morandi, Pupo e Mario Lavezzi. La salma è stata cremata al cimitero di Lambrate.

## Vita privata
Era sposato con Carla Galli dal 1971. La coppia non ha avuto figli, ma il cantante, d'intesa con la moglie, ha riconosciuto il figlio Niko, frutto di una relazione extraconiugale. Era un grande tifoso del Milan.

## Partecipazioni al Festival di Sanremo

### Con gli Albatros
- 1976: Volo AZ 504 - 3º posto
- 1977: Gran premio - finalista

### Da solista
- 1980: Solo noi (autore: Toto Cutugno) - 1º posto
- 1983: L'italiano (autori: Cristiano Minellono e Toto Cutugno) - 5º posto
- 1984: Serenata (autori: Vito Pallavicini e Toto Cutugno) - 2º posto
- 1986: Azzurra malinconia (autore: Toto Cutugno) - 4º posto
- 1987: Figli (autore: Toto Cutugno) - 2º posto
- 1988: Emozioni (autore: Toto Cutugno) - 2º posto
- 1989: Le mamme (autori: Stefano Borgia e Toto Cutugno) - 2º posto
- 1990: Gli amori (autori: Fabrizio Berlincioni, Toto Cutugno e Depsa) (abbinamento fuori concorso con Ray Charles) - 2º posto
- 1995: Voglio andare a vivere in campagna (autore: Toto Cutugno) - 17º posto
- 1997: Faccia pulita (autore: Toto Cutugno) - 17º posto
- 2005: Come noi nessuno al mondo (con Annalisa Minetti) (autore: Toto Cutugno) - 2º posto. Il brano vince, inoltre, la categoria "Classic". Nella serata dei duetti il brano è riproposto anche con Rita Pavone.
- 2008: Un falco chiuso in gabbia (autori: Davide De Marinis e Toto Cutugno) - 4º posto. Nella serata dei duetti il brano è riproposto con Annalisa Minetti.
- 2010: Aeroplani (autori: Sergio Iodice Claudio Romano e Toto Cutugno) - non finalista. Nella serata dei duetti il brano è riproposto con Belén Rodríguez.
- Inoltre, partecipa fuori gara nelle seguenti edizioni:

1. 2004: Salirò di Daniele Silvestri - ospite nella serata "Revival".
2. 2011: L'italiano - ospite nella serata dei duetti, è chiamato ad affiancare il cantante in gara Tricarico.
3. 2013: L'italiano e Nel blu dipinto di blu di Domenico Modugno - ospite con il Coro dell'Armata Rossa.

## Altre partecipazioni canore

### Con Toto & i Tati
- 1970 – Un disco per l'estate – Questo fragile amore

### Con gli Albatros
- 1976 – Festivalbar – Dietro l'amore

### Da solista
- 1979 – Festivalbar – Voglio l'anima
- 1980 – Festivalbar – Innamorati - 4º posto
- 1980 – Saint Vincent Estate – Innamorati
- 1980 – Yamaha Song International di Tokyo – Francesca non sa - 1º posto
- 1981 – Mostra internazionale di musica leggera – La mia musica
- 1983 – Una canzone per le vostre vacanze – Un'estate con te (ospite)
- 1985 – Festivalbar – Mi piacerebbe (andare al mare al lunedì)
- 1986 – Saint Vincent Estate – Buonanotte e Che sarà dei Ricchi e Poveri (ospite)
- 1987 – Saint Vincent Estate '87 – Napoli
- 1990 – Mostra internazionale di musica leggera – Gli amori
- 1990 – Eurovision Song Contest di Zagabria – Insieme: 1992 - 1º posto
- 1990 – Un disco per l'estate – Insieme: 1992
- 1990 – Vota la voce – Insieme: 1992

## Televisione
- Domenica in (Rai 1, 1987-1988, 1990-1991, 1992-1993)
- Piacere Raiuno (Rai 1, 1989-1992)
- Tombola!!! - Speciale Piacere Raiuno (Rai 1, 1990)
- Sanremo nel mondo (Rai 1, 1990)
- La vela d'oro (Rai 1, 1990)
- Eurovision Song Contest (Rai 1, 1991)
- 1, 2, 3, buon anno! (Rai 1, Rai 2, Rai 3, 1991)
- Stasera mi butto e... tre! (Rai 2, 1992)
- Stasera mi... Beautiful (Rai 2, 1992)
- Domenica in presenta... Sanremo dei Piccoli (Rai 1, 1993)
- Toto Festival (Rete 4, 1994)
- Buona giornata Sanremo (Rete 4, 1994)
- Sei forte (Telemontecarlo, 1996)
- I fatti vostri (Rai 2, 1998-2000)
- Telethon (Rai 2, 1998-2000)
- Sanremo Estate (Rai 1, 2004)
- Festival di Castrocaro (Rai 1, 2004)
- Ora o mai più (Rai 1, 2019) - coach

## Filmografia
- Al bar dello sport, regia di Francesco Massaro (1983) – autore della colonna sonora